# Natalia Moszkowska
Natalia Moszkowska, właściwie Natalie Moszkowska (ur. 1 maja 1886 w Warszawie, zm. 26 listopada 1968 w Zurychu) – polska ekonomistka o poglądach socjalistycznych. Wniosła istotny wkład w marksistowską teorię wartości i w zakresie kapitału monopolistycznego, a także w ekonomiczną interpretację wydatków wojskowych. Pisała głównie w języku niemieckim.

## Życiorys
Moszkowska urodziła się w 1886 w Warszawie, pod zaborem rosyjskim. Była członkiem Polskiej Partii Socjaldemokratycznej. Około 1900 wyemigrowała do Szwajcarii, gdzie wstąpiła na Uniwersytet w Zurychu. W lipcu 1914 Moszkowska uzyskała stopień doktora ekonomii (doctor oeconomiae publicae), pod patronatem Heinricha Sievekinga. Jej rozprawa dotyczyła oszczędności bankowych pracowników w przemyśle węglowym i stalowym w Polsce. Jej badania wykorzystywały rosyjskie dokumenty, dostępne w Królestwie Polskim. W 1923 Moszkowska pracowała w Zurychu jako nauczyciel i pisała dla prasy związkowej i socjalistycznej, publikując trzy książki i wiele artykułów. Należała do Szwajcarskiej Partii Socjalistycznej i uczestniczyła w debatach na temat ekonomii. Nigdy nie wyszła za mąż, zmarła 26 listopada 1968 w Zurychu.